# La Croix-Avranchin
La Croix-Avranchin is een plaats en voormalige gemeente in het Franse departement Manche in de regio Normandië. De plaats maakt deel uit van het arrondissement Avranches.

## Geschiedenis
De gemeente was deel van het kanton Saint-James totdat dit op 22 maart 2015 werd opgeheven en de gemeenten werden opgenomen in het kanton Saint-Hilaire-du-Harcouët. Op 1 januari 2017 werd de La Croix-Avranchin als zelfstandige gemeente opgeheven en aangehecht bij de aangrenzende gemeente Saint-James.

## Geografie
De oppervlakte van La Croix-Avranchin bedraagt 10,7 km², de bevolkingsdichtheid is 40,3 inwoners per km².
De onderstaande kaart toont de ligging van La Croix-Avranchin met de belangrijkste infrastructuur en aangrenzende gemeenten.

## Demografie
Onderstaande figuur toont het verloop van het inwonertal (bron: INSEE-tellingen).

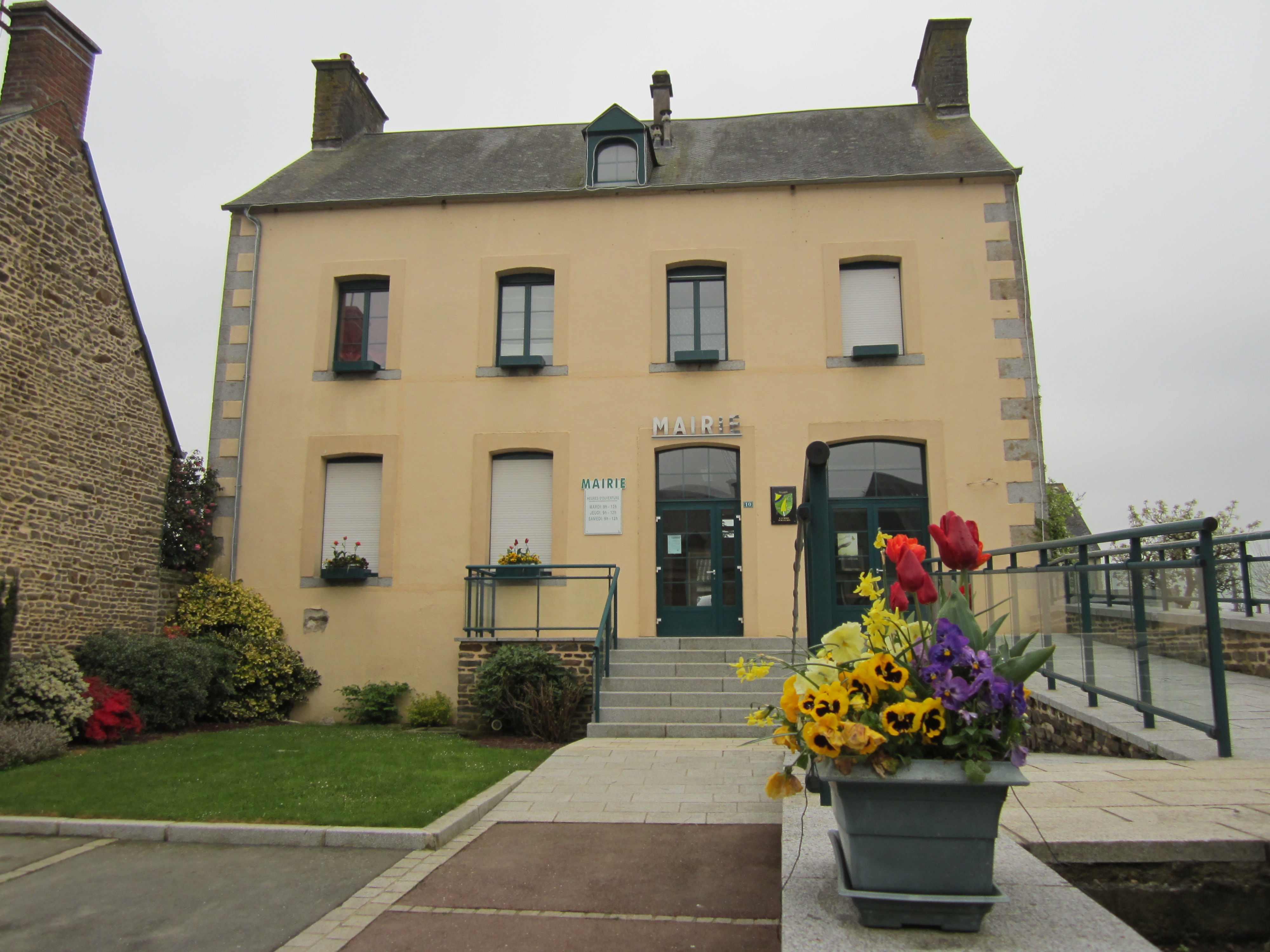
Het voormalige gemeentehuis
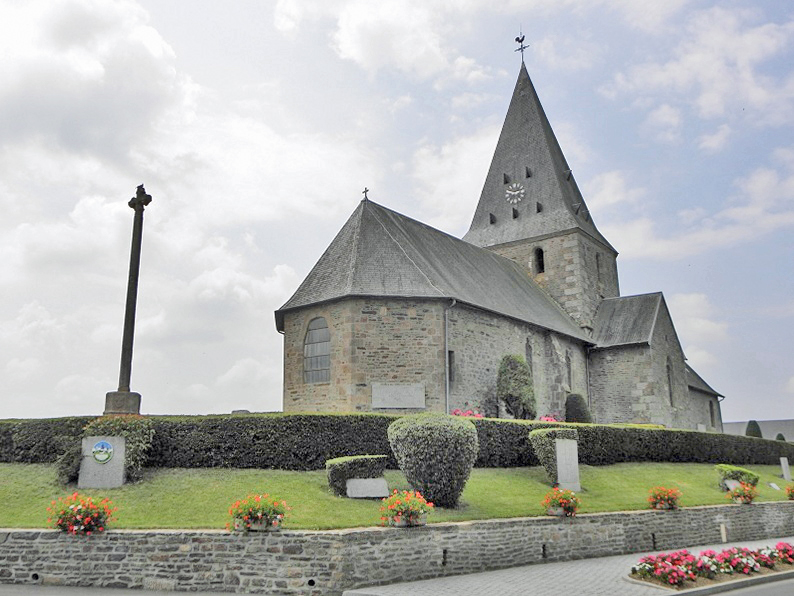
Kerk van La Croix-Avranchin

Argouges · Carnet · La Croix-Avranchin · Montanel · Saint-James · Vergoncey · Villiers-le-Pré